# Croxton, Cheshire
Croxton var en civil parish från 1866 till 1892 då den blev en del av Byley, i grevskapet Cheshire, i England. Civil parish var belägen 6 km från Northwich och hade 49 invånare år 1881. Byn nämndes i Domedagsboken (Domesday Book) år 1086, och kallades då Crostune.